# Свідники (Польща)
Свідники (пол. Świdniki, Сьвідники) — село в Польщі, у гміні М'ячин Замойського повіту Люблінського воєводства. Населення — 406 осіб (2011).

## Історія
1468 року вперше згадується православна церква в селі.
За даними етнографічної експедиції 1869—1870 років під керівництвом Павла Чубинського, у селі проживали греко-католики, які розмовляли українською мовою.
У міжвоєнні 1918—1939 роки польська влада в рамках великої акції закриття та руйнування українських храмів на Холмщині і Підляшші перетворила місцеву православну церкву на римо-католицький костел.
16-20 червня 1947 року під час операції «Вісла» польська армія виселила зі села на приєднані до Польщі північно-західні терени 15 українців. У селі залишилося 502 поляки.
У 1975—1998 роках село належало до Замойського воєводства.

## Населення
Демографічна структура станом на 31 березня 2011 року:
|          | Загалом | Допрацездатний вік | Працездатний вік | Постпрацездатний вік |
| -------- | ------- | ------------------ | ---------------- | -------------------- |
| Чоловіки | 201     | 38                 | 130              | 33                   |
| Жінки    | 205     | 31                 | 102              | 72                   |
| Разом    | 406     | 69                 | 232              | 105                  |